# オイラーの等式

指数関数 ez は (1 + z/N)N の N が無限に大きくなるときの極限として定義でき、eiπ は (1 + iπ/N)N の極限である。このアニメーションでは、N の値を 1 から 100 まで増加させている。複素数平面において 1 + iπ/N の累乗を点で表示しており、折れ線の端点が (1 + iπ/N)N である。これにより、N の増加に伴って (1 + iπ/N)N が −1 に近付く様子が観察される。

オイラーの等式（オイラーのとうしき、英: Euler's identity）とは、ネイピア数 e、虚数単位 i、円周率 π の間に成り立つ等式のことである：
eiπ + 1 = 0
ここで
e：ネイピア数（自然対数の底）
i：虚数単位（自乗すると −1 となる数）
π：円周率（円の直径に対する周の比率）
である。
式の名はレオンハルト・オイラーに因る。

## 等式の要素
オイラーの等式は、その数学的な美によって特筆すべきものと多くの人に認識されている。
この等式は次の5つの基本的な数学定数を含んでいる。
- 1：乗法に関する単位元
- 0：加法に関する単位元、すなわち零元
- π：円周率。三角比、ユークリッド幾何学、微分積分学で頻出。およそ 3.14159 である。
- e: ネイピア数。自然対数の底でもあり、微分積分学で広く出現。およそ 2.71828 である。
- i：虚数単位。複素数における虚数単位であり、積分などの多くの演算においてより深い洞察に導く。

かつ、それらが次の3つの基本的な算術演算によって簡潔に結び付けられている。
- 加法
- 乗法
- 指数関数

幾何学、解析学、代数学の分野でそれぞれ独立に定義された三つの定数 (π, e, i) がこのような簡単な等式で関連付いている。なお、一般的に解析学では方程式は片側（概ね右辺）に「0」を置く形で記される。

## 人々による評価
数学誌のThe Mathematical Intelligencer の読者調査によると、この等式は「数学における最も美しい定理」 (The most beautiful theorem in mathematics) に選出されている。また、2004年に実施された Physics World 誌での読者調査ではマクスウェルの方程式と並び、「史上最も偉大な等式」(Greatest equation ever) に選出されている。
ポール・ネイヒン（ニューハンプシャー大学 名誉教授）の著書「オイラー博士の偉大な式」(Dr. Euler's Fabulous Formula) [2006] では、この等式のために400ページも充てている。本著書ではこの等式を「数学的な美の絶対的基準」(The gold standard for mathematical beauty) としている。
コンスタンス・レイド は、オイラーの等式を「全ての数学分野において最も有名な式」(The most famous formula in all mathematics) であると主張した。
カール・フリードリヒ・ガウスは「この式を見せられた学生がすぐにその意味を理解できなければ、その学生は第一級の数学者には決してなれない」(If this formula was not immediately apparent to a student on being told it, the student would never be a first-class mathematician.) と指摘している。
この等式がベンジャミン・パース (19世紀の数学者、ハーバード大学教授) の講義で紹介されたあと、「全く逆説的なことだ、我々はそれを理解できないし、それがどんな意義を持っているかも分からない。だが我々はそれを証明したし、それゆえにそれが間違いのない真実であると知っている」(It is absolutely paradoxical; we cannot understand it, and we don't know what it means, but we have proved it, and therefore we know it must be the truth.) と付け加えた。
スタンフォード大学の数学の教授、キース・デブリン は「愛の本質そのものをとらえるシェークスピアのソネットのように、あるいは、単なる表面でなくはるかに深い内面から人間の形の美しさを引き出す絵画のように、オイラーの等式は存在の遥かな深遠にまで到達している」(Like a Shakespearean sonnet that captures the very essence of love, or a painting that brings out the beauty of the human form that is far more than just skin deep, Euler's equation reaches down into the very depths of existence.) と記している。
Bob Palaisが2001年に公開したエッセイ "π is wrong!" の中では、円周率πの代わりに、「τ=2π」なる数τ、すなわち円の周の半径に対する比率を用いれば、この式は{\displaystyle e^{i\tau }=1} という、よりシンプルな表現になると述べられている。

## 導出

一般の角度に対するオイラーの公式

この等式は複素関数論における、任意の実数 {\displaystyle \varphi } に対して成り立つオイラーの公式
{\displaystyle e^{i\varphi }=\cos \varphi +i\sin \varphi }
の特別な場合である。ここで三角関数 sin と cos の引数 {\displaystyle \varphi } の表示は弧度法である。両辺に {\displaystyle \varphi =\pi } を代入すると、 
{\displaystyle \cos \pi =-1}
{\displaystyle \sin \pi =0}
より
{\displaystyle e^{i\pi }=-1}
ゆえに
{\displaystyle e^{i\pi }+1=0}
を得る。

## 一般化
オイラーの等式は、1の冪根に関する次の等式の特別な場合と見なせる。 
{\displaystyle \textstyle \sum \limits _{k=0}^{n-1}e^{i\cdot {\frac {2\pi }{n}}k}=0}
一般的なこの式は、2 以上の整数 n に対して、1 の n 乗根の総和は 0 であることを意味している。n = 2 とするとオイラーの等式を得る。

## 特記事項
本項の主題は「オイラーの等式」と呼ばれるが、これがオイラーに帰属するべきものであるかは明らかでない。オイラーは e を cos と sin と関連付ける式を記したが、より簡潔な「オイラーの等式」の導出過程を示す記録は残っていない。

## 歴史
オイラーの等式は1748年に出版された彼の解析学の記念碑的研究に現れるということが主張されてきた。しかし、特にこの概念がオイラーに帰属できるものであるかどうかは、彼がそれを表示しなかったため、疑われてもいる（オイラーはIntroductio に「オイラーの公式」と呼ばれるもの、複素数の世界で e をコサインとサインの言葉に結び付けるもの、について書き、イギリスの数学者ロジャー・コーツもこの公式について知っている）。